# Chondrophora virgata
Chondrophora virgata là một loài thực vật có hoa trong họ Cúc. Loài này được (Nutt.) C. Mohr mô tả khoa học đầu tiên năm 1897.